# Sailin'
Pour les articles homonymes, voir Sailing.
Sailin' est le troisième album studio de la musicienne Kim Carnes, sorti en 1976 (voir 1976 en musique). Le disque a été partiellement enregistré à Muscle Shoals, en Alabama, avec la célèbre Muscle Shoals Rhythm Section. Bien que cet album n'ait pas connu de sortie CD, toutes les chansons figurant dans cet album peuvent être trouvées sur l'édition "Master Series" du disque.

## Liste des pistes
1. "The Best of You (Has Got the Best of Me) (Kim Carnes, Eddie Reeves) – 3:04
2. "Warm Love" (Van Morrison) – 3:17
3. "All He Did Was Tell Me Lies (To Try to Woo Me)" (Carnes) – 3:50
4. "He'll Come Home" (Carnes) – 3:00
5. "Sailin'" (Carnes, Dave Ellingson) – 4:15
6. "It's Not the Spotlight" (Barry Goldberg, Gerry Goffin) – 4:00
7. "Last Thing You Ever Wanted to Do" (Carnes, Ellingson) – 3:49
8. "Let Your Love Come Easy" (Carnes, Ellingson) – 3:30
9. "Tubin'" (Carnes, Ellingson) – 4:01
10. "Love Comes from Unexpected Places" (Carnes, Ellingson) – 3:31